# IFA7

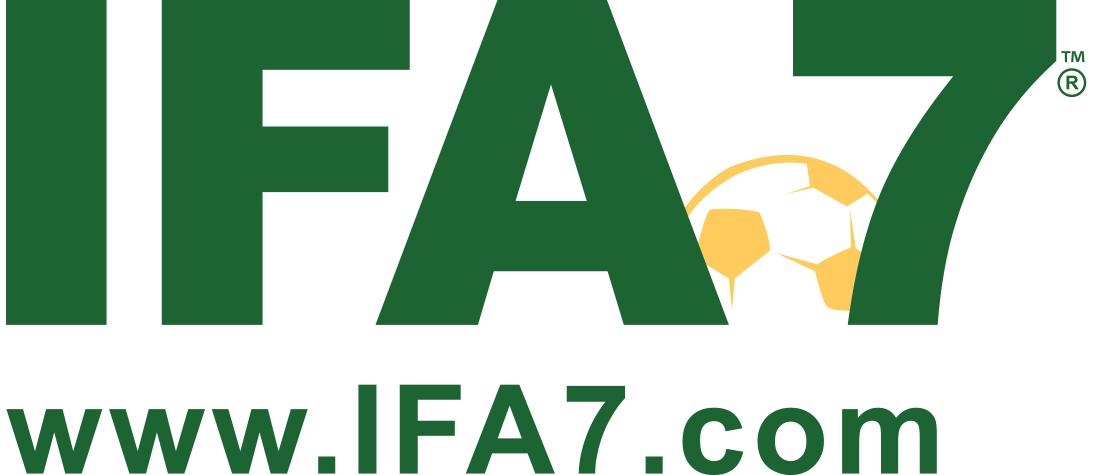
IFA7

La Asociación Internacional de Fútbol 7 más conocida como IFA7 es la organización que maneja las federaciones y asociaciones de Fútbol 7 en el mundo. Se fundó en el año 2011 para promover el desarrollo del Fútbol 7 masculino y femenino en el mundo.
Es responsable de organizar las competencias internacionales oficiales como Copa Mundial IFA7, IFA7 Copa América, Desafíos Internacionales, entre otros. 
La misión de IFA7 es organizar, estandarizar, administrar, promover y desarrollar Fútbol 7. Su énfasis está en el desarrollo del jugador, entrenador a través del crecimiento mental, emocional y la atmósfera social.

## Torneos organizados

### Competiciones de Naciones
| Nombre                     | Edición | Región  | Sede                    | Campeón    | Resultado | Subcampeón  | Tercer lugar   |
| -------------------------- | ------- | ------- | ----------------------- | ---------- | --------- | ----------- | -------------- |
| Copa de Naciones IFA7      | 2015    | Mundo   | Quito, Ecuador          | Ecuador    |           |             |                |
| Copa América IFA7          | 2016    | América | San José, Costa Rica    | Perú       | 4 - 2     | México      |                |
| Copa Mundial IFA7          | 2017    | Mundo   | Retalhuleu, Guatemala   | Rusia      | 4 - 2     | Guatemala   | Uruguay        |
| Desafío Internacional IFA7 | 2017    | Mundo   | Guadalajara, México     | México     |           | Guatemala   | Estados Unidos |
| Desafío Internacional IFA7 | 2017    | Mundo   | Lima, Perú              | Argentina  |           | Perú        |                |
| Copa América IFA7          | 2018    | América | Quito, Ecuador          | Ecuador    | 2 - 1     | Brasil      | Uruguay        |
| Desafío Internacional IFA7 | 2021    | Mundo   | San José, Costa Rica    | Costa Rica | 5 - 1     | Colombia    | Guatemala      |
|                            |         |         |                         |            |           |             |                |
| Copa Mundial Femenina IFA7 | 2022    | Mundo   | Lima, Perú              | Perú       |           | Costa Rica  |                |
| Copa Mundial IFA7          | 2022    | Mundo   | Lima, Perú              | Perú       | 8 - 5     | El Salvador | Venezuela      |
| Copa América IFA7          | 2022    | América | Buenos Aires, Argentina | Chile      | 2 - 1     | Argentina   |                |
| Copa América IFA7          | 2023    | América | Asunción, Paraguay      | México     | 7 - 3     | Paraguay    |                |

### Competiciones de Clubes
| Nombre                 | Edición | Región | Sede                | Campeón         | Resultado | Subcampeón | Tercer lugar |
| ---------------------- | ------- | ------ | ------------------- | --------------- | --------- | ---------- | ------------ |
| Mundial de Clubes IFA7 | 2017    | Mundo  | Montevideo, Uruguay | SC Recife       |           |            |              |
| Mundial de Clubes IFA7 | 2018    | Mundo  | Cancún, México      | Real Jalisco FC |           |            |              |
| Mundial de Clubes IFA7 | 2022    | Mundo  | Heredia, Costa Rica | Alajulions FC   |           |            |              |

## Miembros
| N.º | Miembro   | País                 |
| --- | --------- | -------------------- |
| 1   | Chile     | Bandera de Chile     |
| 2   | Brasil    | Bandera de Brasil    |
| 3   | Colombia  | Bandera de Colombia  |
| 4   | Ecuador   | Bandera de Ecuador   |
| 5   | Perú      | Bandera de Perú      |
| 6   | Uruguay   | Bandera de Uruguay   |
| 7   | Venezuela | Bandera de Venezuela |
| 8   | Argentina | Bandera de Argentina |

| N.º | Miembro    | País                  |
| --- | ---------- | --------------------- |
| 9   | Costa Rica | Bandera de Costa Rica |
| 10  | Guatemala  | Bandera de Guatemala  |
| 10  | Honduras   | Bandera de Honduras   |
| 11  | Jamaica    | Bandera de Jamaica    |
| 12  | Panama     | Bandera de Panamá     |

| N.º | Miembro        | País                      |
| --- | -------------- | ------------------------- |
| 13  | Canadá         | Bandera de Canadá         |
| 14  | Estados Unidos | Bandera de Estados Unidos |
| 15  | México         | Bandera de México         |

| N.º | Miembro  | País                |
| --- | -------- | ------------------- |
| 16  | España   | Bandera de España   |
| 17  | Francia  | Bandera de Francia  |
| 18  | Portugal | Bandera de Portugal |
| 19  | Rusia    | Bandera de Rusia    |

| N.º | Miembro   | País                 |
| --- | --------- | -------------------- |
| 20  | Marruecos | Bandera de Marruecos |
| 21  | Nigeria   | Bandera de Nigeria   |
| 22  | Sudáfrica | 🇿🇦                   |

| N.º | Miembro   | País                 |
| --- | --------- | -------------------- |
| 23  | Australia | Bandera de Australia |

| N.º | Miembro   | País                 |
| --- | --------- | -------------------- |
| 24  | India     | Bandera de la India  |
| 25  | Tailandia | Bandera de Tailandia |